# Chelidoperca margaritifera
Chelidoperca margaritifera là một loài cá biển thuộc chi Chelidoperca trong họ Cá mú. Loài này được mô tả lần đầu tiên vào năm 1913.

## Phân bố và môi trường sống
C. margaritifera có phạm vi phân bố ở Tây Thái Bình Dương. Loài cá này được tìm thấy từ miền nam Nhật Bản trải dài về phía nam đến vùng biển ngoài khơi phía đông bắc Úc, và đã được ghi nhận là có mặt tại Việt Nam. C. margaritifera sống ở độ sâu khoảng từ 120 m trở lại.

## Mô tả
Chiều dài cơ thể tối đa được ghi nhận ở C. margaritifera là 5,1 cm.